# アナンディーン・アマル
アナンディーン・アマル（モンゴル語: Анандын Амар、光緒12年（1886年） - 1941年7月10日）は清末から人民共和国期にかけてのモンゴルの政治家。首相（2期）、人民小会議幹部会議長（国家元首）などを歴任した。

## 経歴
トゥシェトゥ汗部（現在のボルガン県ハンガル）に生まれる。清朝期は地方官吏、ボグド・ハーン政権期は役人として出仕、1923年に人民党に入党。1923年から1928年にかけて外務、経済、内務各省の大臣や副首相を歴任した。
1928年2月21日に首相に選出され、1930年4月27日まで務めた。1932年7月2日、国家元首に相当する人民小会議幹部会議長に選出され、1936年3月22日まで務めた後、再び首相に転出した。
ソ連のヨシフ・スターリンは1937年以降モンゴルの指導部に対する粛清に着手。スターリンの個人崇拝と大粛清に否定的だったアマルも標的となり、1939年3月7日の党中央委員会幹部会会議において人民小会議幹部会議長だったダンスランビレギイン・ドグソムと共に反革命活動で告発され、それぞれの職を解任。その日の内に党を追放され、内務省により逮捕された。
1939年7月、アマルらの身柄はソ連内務人民委員部に引き渡され、モスクワに送られる。1941年7月10日に日本のスパイとして死刑判決を受け、7月27日に銃殺刑に処された。
スターリン死去後におこなわれた1956年12月15日の再審の結果、アマルの容疑を裏付ける証拠は無いとして無罪となった。そして処刑から21年後の1962年1月25日に名誉回復され、1989年9月26日にはモンゴル人民党の党籍が回復された。

## モンゴル首相（二期目）
彼は一期目を務めたのち、人民小会議幹部会議長の選出を受けて二期目に突入した。ちょうど権限強化に邁進していたホルローギーン・チョイバルサンは、既にスターリンの子飼いの弟子として権力を固めつつあり、アマル政権は盤石とはいえず、チョイバルサンの権限はアマルの下でどんどんと肥大化していった。因みにアマルは反スターリン主義に属し、また国民からの人気があり、所謂ポピュリズム的な政治家としての顔色を露わにしていった。
民衆からの支持で、チョイバルサン及びソ連、そしてスターリン主義者やNKVDの支配から少しでも脱そうとした彼は、1921年から革命15周年を記念して、ルフンベ事件というチョイバルサン体制の大粛清に繋がった一連の事件に関連する囚人に恩赦を与え釈放。これに対しソ連及びチョイバルサン、またチョイバルサンの熱烈な支持者やスターリン主義者を激怒させることとなった。チョイバルサンはこの出来事を利用して、ルフンベ事件の名を冠した架空のスパイ組織「ルフンベ」と結びつけ、またチョイバルサンとその支持者、ソ連やNKVDは、アマルを「反革命活動に参加している」としてますます非難していった。チョイバルサンは「この封建的なトラブルメーカーであるアマルを排除しなければならない！」と高らかに宣言し、モンゴルのスターリン主義化を推し進めていった。